# Wasei Kingu Kongu
Wasei Kingu Kongu (jap. 和製キング・コング; Japoński King Kong)) – japoński film z 1933 z serii filmów o tytułowym King Kongu, wyreżyserowany przez Torajirō Saitō. Do dziś z tej produkcji zachowały się wyłącznie pojedyncze kadry.